# Épineau-les-Voves
Épineau-les-Voves è un comune francese di 736 abitanti situato nel dipartimento della Yonne nella regione della Borgogna-Franca Contea.

## Società

### Evoluzione demografica
Abitanti censiti